# FIFA-Konföderationen-Pokal

Der Pokal als Grafik

Der FIFA-Konföderationen-Pokal, umgangssprachlich Confed Cup (nach engl. FIFA Confederations Cup), war ein interkontinentales Turnier für Fußballnationalmannschaften. 1992 und 1995 wurde er als König-Fahd-Pokal ausgetragen, ab 1997 vom Fußball-Weltverband FIFA. Das Turnier fand bis 2005 zunächst alle zwei Jahre statt und wurde seitdem im Vierjahresrhythmus ausgetragen. Teilnahmeberechtigt waren die aktuellen Meister der sechs Kontinentalverbände, der amtierende Weltmeister und der jeweilige Gastgeber.
Seit der FIFA-Konföderationen-Pokal 2001 wie die WM 2002 in Japan und Südkorea stattfand, diente das Turnier dem Austragungsland der jeweils nächsten Fußball-Weltmeisterschaft als organisatorische Generalprobe. Auch Deutschland, Südafrika, Brasilien und Russland trugen das Turnier ein Jahr vor der WM 2006, WM 2010, WM 2014 bzw. WM 2018 im eigenen Land aus. Nur 2003 folgte dem Turnier wegen des kürzeren Rhythmus kein WM-Jahr. Nach der letzten Austragung im Jahr 2017 wurde der Wettbewerb zugunsten einer ab 2025 erweiterten FIFA-Klub-Weltmeisterschaft abgeschafft.
Brasilien ist mit sieben Teilnahmen Rekordteilnehmer und mit vier Titeln Rekordsieger des FIFA-Konföderationen-Pokals. Brasilien gewann zudem als einzige Mannschaft den Titel dreimal in Folge.

## Geschichte

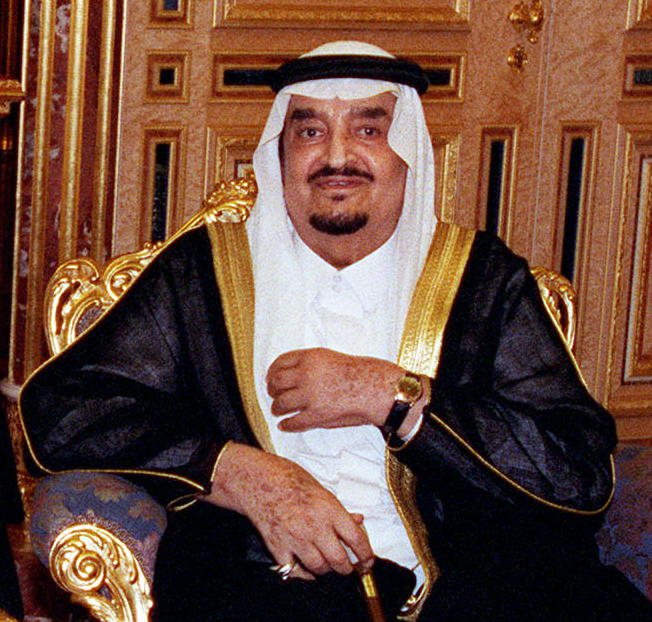
Der saudi-arabische König Fahd

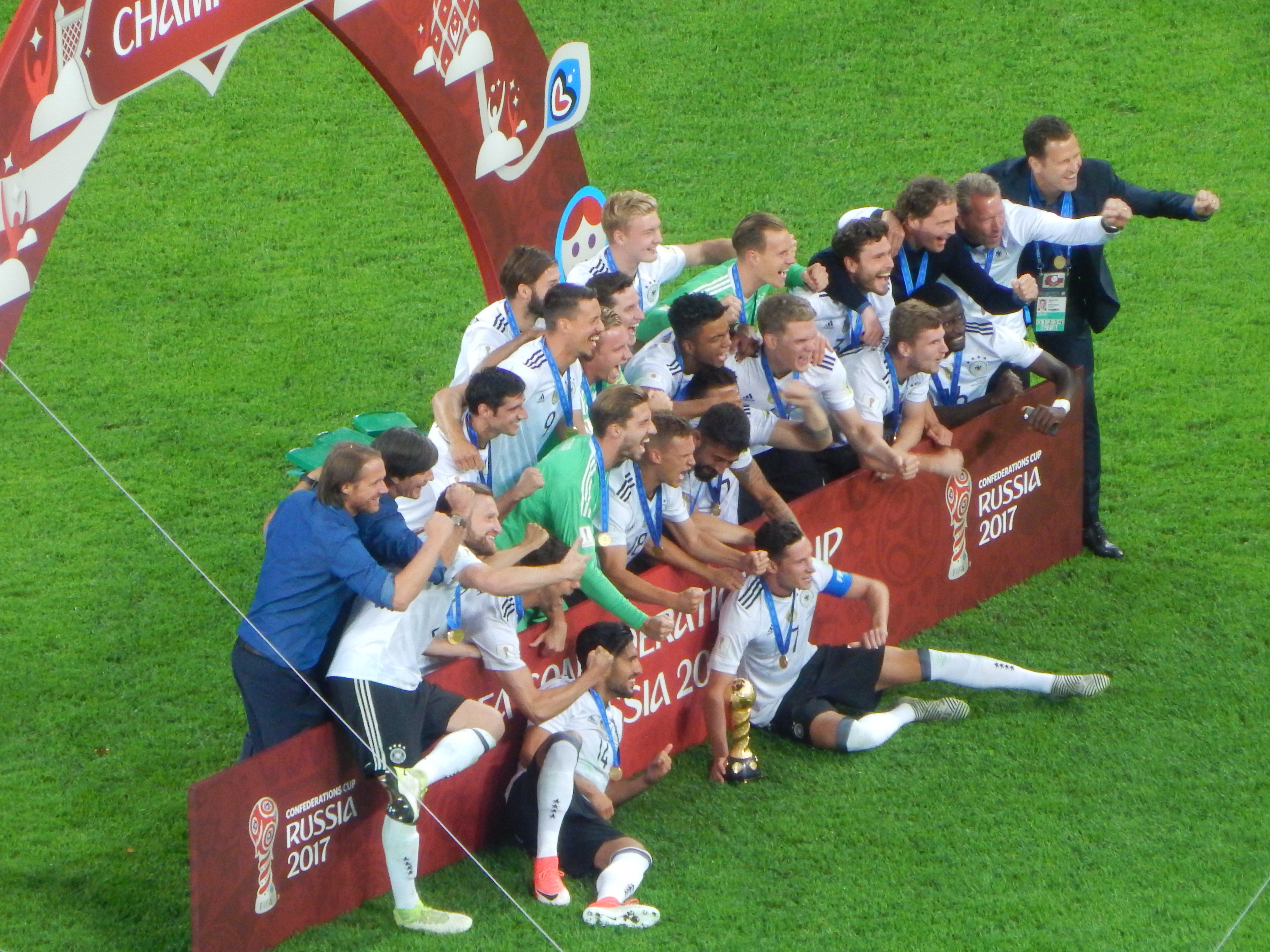
Die deutsche Mannschaft feiert ihren Titelgewinn bei der letzten Ausspielung des Wettbewerbs 2017.

Als Vorläufer gilt die in den Jahren 1992 und 1995 in Riad (Saudi-Arabien) unter dem Namen König-Fahd-Pokal ausgetragene Interkontinental-Meisterschaft. Der saudi-arabische König Fahd ibn Abd al-Aziz (1921/23–2005) war Namensgeber und Initiator dieses Wettbewerbs. Spielberechtigt waren die jeweils aktuellen Kontinentalmeister auf Ebene der Nationalmannschaften sowie der Gastgeber. Damit waren diese Turniere die logische Fortführung von Wettbewerben wie dem Afro-Asien-Pokal für Nationalmannschaften und dem Artemio-Franchi-Pokal.
Nahmen am ersten Turnier 1992 noch vier Mannschaften aus vier Kontinenten (Afrika, Asien, Nord- und Mittelamerika und Karibik sowie Südamerika) teil, erhöhte sich die Teilnehmerzahl bei der zweiten Ausspielung 1995 bereits auf sechs Mannschaften aus fünf Kontinenten (Afrika, Asien [Kontinentalmeister + Gastgeber], Nord- und Mittelamerika, Europa und Südamerika). Sieger war 1992 Südamerikameister Argentinien und 1995 Europameister Dänemark.

## Qualifikation
Am Turnier teilnahmeberechtigt sind die Sieger der sechs kontinentalen Meisterschaften, der amtierende Weltmeister sowie der jeweilige Gastgeber.
| Kontinentalmeisterschaft                             | Kontinentalverband                                                                        |
| ---------------------------------------------------- | ----------------------------------------------------------------------------------------- |
| Fußball-Europameisterschaft                          | Union of European Football Associations (UEFA)                                            |
| Afrika-Cup                                           | Confédération Africaine de Football (CAF)                                                 |
| Fußball-Asienmeisterschaft                           | Asian Football Confederation (AFC)                                                        |
| Copa América (Südamerika)                            | Confederación sudamericana de Fútbol (CONMEBOL)                                           |
| CONCACAF Gold Cup (Nord-, Mittelamerika und Karibik) | Confederation of North and Central American and Caribbean Association Football (CONCACAF) |
| Fußball-Ozeanienmeisterschaft                        | Oceania Football Confederation (OFC)                                                      |

1. Ist der Gastgeber auch der amtierende Weltmeister, so nimmt dieser als Gastgeber teil. Der Vizeweltmeister vertritt dann per Wildcard den Weltmeister.
  1. Sollte der Vizeweltmeister auf sein Startrecht verzichten, geht dieses auf den WM-Dritten über.
  2. Verzichtet auch der WM-Dritte, dann geht der WM-Vierte an den Start.
  3. Verzichtet auch der WM-Vierte, dann vergibt die FIFA die Wildcard über die FIFA-Weltrangliste. Diese Wildcard erhält dann die höchstplatzierte Mannschaft der aktuellen Weltrangliste, die sich nicht anderweitig für den Konföderationen-Pokal qualifiziert hat.
  4. Sollte auch die höchstplatzierte Mannschaft der aktuellen Weltrangliste verzichten, rückt immer die jeweils nächstplatzierte nicht anderweitig für den Konföderationen-Pokal qualifizierte Mannschaft nach.
2. Ist der Sieger in dem Wettbewerb seines Kontinentes bereits als Gastgeber oder als Weltmeister oder per Wildcard qualifiziert, verzichtet freiwillig, wurde von der FIFA suspendiert oder ist kein FIFA-Mitglied, so rückt der Vizemeister des jeweiligen Wettbewerbs nach.
  1. Trifft Selbiges auch für den Vizemeister zu, und es wird beim Kontinentalwettbewerb kein Dritter Platz ausgespielt, dann vergibt die FIFA eine Wildcard an den Vizeweltmeister. (weiter gemäß Punkt 1.1)
  2. Trifft Selbiges auch für den Vizemeister zu und es wird beim Kontinentalwettbewerb ein Dritter Platz ausgespielt, dann rückt der Drittplatzierte des Kontinentalwettbewerb nach.
  3. Nimmt auch der Kontinental-Dritte sein Startrecht nicht wahr, dann geht es auf den Kontinental-Vierten über.
  4. Nimmt auch der Kontinental-Vierte sein Startrecht nicht wahr, so vergibt die FIFA eine Wildcard an den Vizeweltmeister. (weiter gemäß Punkt 1.1)

So nahm am FIFA-Konföderationen-Pokal 2005 der Südamerika-Vertreter Argentinien als Zweiter der Copa América 2004 teil, da der Südamerika-Meister Brasilien als Weltmeister schon qualifiziert war. Gleiches galt für Spanien 2013, sodass Vizeeuropameister Italien ebenfalls spielberechtigt war.
Mehrfach kam es beim Konföderationen-Pokal schon vor, dass qualifizierte Mannschaften auf eine Teilnahme verzichteten.
So verzichtete 2003 Vizeeuropameister Italien (Europameister Frankreich war bereits als Gastgeber qualifiziert). Weil aber kein Spiel um Platz 3 zwischen den unterlegenen Halbfinalisten Niederlande und Portugal stattfand, ging das Startrecht per Wildcard direkt auf den Vizeweltmeister Deutschland über. Weil Deutschland aber ebenfalls verzichtete, ging letztendlich der WM-Dritte Türkei an den Start.

## Spielmodus
Seit der Übernahme durch die FIFA und Umbenennung in Konföderationen-Pokal im Jahr 1997 wird der Wettbewerb in einem einheitlichen Spielmodus ausgetragen. Die Sieger der kontinentalen Verbandswettbewerbe, der Weltmeister und der Gastgeber sind insgesamt acht Mannschaften, die am Turnier teilnehmen. Je vier Nationalmannschaften treten in den zwei Gruppen (A und B) im Liga-System gegeneinander an, d. h. jede Mannschaft spielt einmal gegen jede andere Mannschaft der Gruppe. In der Gruppenphase zählt ein Sieg drei, ein Unentschieden einen Punkt, eine Niederlage bringt keine Punkte.
Bei Punktgleichheit zweier Mannschaften entscheidet in der folgenden Reihenfolge über das Weiterkommen: die Tordifferenz und erzielten Tore aus allen Gruppenspielen, die direkten Begegnungen der betreffenden Mannschaften (Anzahl der Punkte, Torverhältnis, erzielte Tore), letztlich die Fairplay-Liste oder das Los. Der Erste und Zweite jeder Gruppe ziehen ins Halbfinale ein. Beim Konföderationen-Pokal gibt es auf Grund der geringen Teilnehmerzahl kein Achtel- und Viertelfinale.
Im Halbfinale, im Spiel um Platz drei und im Finale wird im K.-o.-System gespielt. Steht es bei den Spielen der Finalrunde nach der regulären Spielzeit von 90 Minuten unentschieden, kommt es zur Verlängerung und eventuell (falls immer noch kein Sieger feststeht) zum Elfmeterschießen.

## Erstteilnahmen
Bislang gab es bei jedem Turnier mindestens eine Nation, die erstmals teilnahm. Saudi-Arabien (1992), Südkorea (2001) und Russland (2017) waren bei ihrer ersten Teilnahme gleichzeitig Ausrichter des Turniers.
- Fett geschriebene Mannschaften wurden bei ihrer ersten Teilnahme Turniersieger.

| Jahr | Erstteilnehmer | Erstteilnehmer | Erstteilnehmer | Erstteilnehmer | Erstteilnehmer | Erstteilnehmer |
| ---- | -------------- | -------------- | -------------- | -------------- | -------------- | -------------- |
| 1992 | Argentinien    | Elfenbeinküste | Saudi-Arabien  | USA            |                |                |
| 1995 | Dänemark       | Japan          | Mexiko         | Nigeria        |                |                |
| 1997 | Australien     | Brasilien      | Südafrika      | Tschechien     | Uruguay        | VA Emirate     |
| 1999 | Ägypten        | Bolivien       | Deutschland    | Neuseeland     |                |                |
| 2001 | Frankreich     | Kamerun        | Kanada         | Südkorea       |                |                |
| 2003 | Kolumbien      | Türkei         |                |                |                |                |
| 2005 | Griechenland   | Tunesien       |                |                |                |                |
| 2009 | Irak           | Italien        | Spanien        |                |                |                |
| 2013 | Tahiti         |                |                |                |                |                |
| 2017 | Chile          | Portugal       | Russland       |                |                |                |

## Die Turniere im Überblick
| Jahr                       | Gastgeber        | Finale      | Finale    | Finale        | Spiel um Platz drei | Spiel um Platz drei | Spiel um Platz drei |
| Jahr                       | Gastgeber        | Sieger      | Ergebnis  | 2. Platz      | 3. Platz            | Ergebnis            | 4. Platz            |
| -------------------------- | ---------------- | ----------- | --------- | ------------- | ------------------- | ------------------- | ------------------- |
| König-Fahd-Pokal           |                  |             |           |               |                     |                     |                     |
| 1992 Details               | Saudi-Arabien    | Argentinien | 3:1       | Saudi-Arabien | USA                 | 5:2                 | Elfenbeinküste      |
| 1995 Details               | Saudi-Arabien    | Dänemark    | 2:0       | Argentinien   | Mexiko              | 1:1 n. V. 5:4 i. E. | Nigeria             |
| FIFA-Konföderationen-Pokal |                  |             |           |               |                     |                     |                     |
| 1997 Details               | Saudi-Arabien    | Brasilien   | 6:0       | Australien    | Tschechien          | 1:0                 | Uruguay             |
| 1999 Details               | Mexiko           | Mexiko      | 4:3       | Brasilien     | USA                 | 2:0                 | Saudi-Arabien       |
| 2001 Details               | Südkorea / Japan | Frankreich  | 1:0       | Japan         | Australien          | 1:0                 | Brasilien           |
| 2003 Details               | Frankreich       | Frankreich  | 1:0 n. GG | Kamerun       | Türkei              | 2:1                 | Kolumbien           |
| 2005 Details               | Deutschland      | Brasilien   | 4:1       | Argentinien   | Deutschland         | 4:3 n. V.           | Mexiko              |
| 2009 Details               | Südafrika        | Brasilien   | 3:2       | USA           | Spanien             | 3:2 n. V.           | Südafrika           |
| 2013 Details               | Brasilien        | Brasilien   | 3:0       | Spanien       | Italien             | 2:2 n. V. 3:2 i. E. | Uruguay             |
| 2017 Details               | Russland         | Deutschland | 1:0       | Chile         | Portugal            | 2:1 n. V.           | Mexiko              |

## Ranglisten
| Rang | Land           | Titel | Jahr(e)                | 2. | 3. | 4. |
| ---- | -------------- | ----- | ---------------------- | -- | -- | -- |
| 1    | Brasilien      | 4     | 1997, 2005, 2009, 2013 | 1  | –  | 1  |
| 2    | Frankreich     | 2     | 2001, 2003             | –  | –  | –  |
| 3    | Argentinien    | 1     | 1992                   | 2  | –  | –  |
| 4    | Mexiko         | 1     | 1999                   | –  | 1  | 2  |
| 5    | Deutschland    | 1     | 2017                   | –  | 1  | –  |
| 6    | Dänemark       | 1     | 1995                   | –  | –  | –  |
| 7    | USA            | –     |                        | 1  | 2  | –  |
| 8    | Australien     | –     |                        | 1  | 1  | –  |
|      | Spanien        | –     |                        | 1  | 1  | –  |
| 10   | Saudi-Arabien  | –     |                        | 1  | –  | 1  |
| 11   | Chile          | –     |                        | 1  | –  | –  |
|      | Japan          | –     |                        | 1  | –  | –  |
|      | Kamerun        | –     |                        | 1  | –  | –  |
| 14   | Italien        | –     |                        | –  | 1  | –  |
|      | Portugal       | –     |                        | –  | 1  | –  |
|      | Tschechien     | –     |                        | –  | 1  | –  |
|      | Türkei         | –     |                        | –  | 1  | –  |
| 18   | Uruguay        | –     |                        | –  | –  | 2  |
| 19   | Elfenbeinküste | –     |                        | –  | –  | 1  |
|      | Kolumbien      | –     |                        | –  | –  | 1  |
|      | Nigeria        | –     |                        | –  | –  | 1  |
|      | Südafrika      | –     |                        | –  | –  | 1  |

| Rang | Konföderation | Titel | 2. | 3. | 4. |
| ---- | ------------- | ----- | -- | -- | -- |
| 1    | CONMEBOL      | 5     | 4  | –  | 4  |
| 2    | UEFA          | 4     | 1  | 6  | –  |
| 3    | CONCACAF      | 1     | 1  | 3  | 2  |
| 4    | AFC           | –     | 2  | –  | 1  |
| 5    | OFC           | –     | 1  | 1  | –  |
| 6    | CAF           | –     | 1  | –  | 3  |

| Rang | Quali-Wettbewerb         | Siege | Land/Jahr                                                       |
| ---- | ------------------------ | ----- | --------------------------------------------------------------- |
| 1    | Weltmeister              | 4     | Brasilien (1997 2, 2005) Frankreich (2001) 1 Deutschland (2017) |
| 2    | Europameister            | 3     | Dänemark (1995) Frankreich (2001 1, 2003 1)                     |
|      | Gastgeber                | 3     | Mexiko (1999) 1 Frankreich (2003) 1 Brasilien (2013)            |
| 4    | Sieger Copa América      | 2     | Argentinien (1992) Brasilien (2009)                             |
| 5    | Sieger CONCACAF Gold Cup | 1     | Mexiko (1999) 1                                                 |
| 6    | Afrikameister            | –     |                                                                 |
|      | Asienmeister             | –     |                                                                 |
|      | Ozeanienmeister          | –     |                                                                 |

## Rekorde
| Rang | Spieler              | Spiele |
| ---- | -------------------- | ------ |
| 1    | Dida                 | 22     |
| 2    | Lúcio                | 17     |
| 3    | Pável Pardo          | 16     |
| 4    | Claudio Suárez       | 14     |
| 5    | Ronaldinho           | 13     |
| 6    | Emerson              | 11     |
|      | Tony Vidmar          | 11     |
| 8    | Mohammed al-Khilaiwi | 10     |
|      | Salvador Carmona     | 10     |
|      | Kaká                 | 10     |
|      | Júlio César          | 10     |
|      | Rafael Márquez       | 10     |

| Rang | Spieler           | Tore |
| ---- | ----------------- | ---- |
| 1    | Cuauhtémoc Blanco | 9    |
|      | Ronaldinho        | 9    |
| 3    | Fernando Torres   | 8    |
| 4    | Adriano           | 7    |
|      | Romário           | 7    |
| 6    | Marzouk al-Otaibi | 6    |
|      | David Villa       | 6    |
| 8    | John Aloisi       | 5    |
|      | Luís Fabiano      | 5    |
|      | Fred              | 5    |
|      | Robert Pires      | 5    |
|      | Vladimír Šmicer   | 5    |

## Auszeichnungen
Am Ende eines jeden FIFA-Konföderationen-Pokal werden mehrere Auszeichnungen an die besten Spieler und das fairste Team verliehen. Aktuell gibt es vier verschiedene Auszeichnungen:
- den Adidas Goldenen Ball für den besten Spieler
- den Adidas Goldenen Schuh für den besten Torschützen
- den Adidas Goldenen Handschuh für den besten Torhüter
- den FIFA Fair Play Award für das fairste Team

Bei den beiden Vorläuferturnieren um den König-Fahd-Pokal 1992 und 1995 gab es noch keine offiziellen Auszeichnungen.
| Jahr | Goldener Ball (Bester Spieler) | Goldener Schuh (Torschützenkönig)   | Goldener Handschuh (Bester Torwart) | FIFA Fair Play Award |
| ---- | ------------------------------ | ----------------------------------- | ----------------------------------- | -------------------- |
| 1992 | nicht vergeben                 | nicht vergeben                      | nicht vergeben                      | nicht vergeben       |
| 1995 | nicht vergeben                 | nicht vergeben                      | nicht vergeben                      | nicht vergeben       |
| 1997 | Denílson                       | Romário (7)                         | nicht vergeben                      | Südafrika            |
| 1999 | Ronaldinho                     | Ronaldinho (6)                      | nicht vergeben                      | Brasilien            |
| 2001 | Robert Pires                   | Robert Pires / Éric Carrière (je 2) | nicht vergeben                      | Japan                |
| 2003 | Thierry Henry                  | Thierry Henry (4)                   | nicht vergeben                      | Japan                |
| 2005 | Adriano                        | Adriano (5)                         | nicht vergeben                      | Griechenland         |
| 2009 | Kaká                           | Luís Fabiano (5)                    | Tim Howard                          | Brasilien            |
| 2013 | Neymar                         | Fernando Torres (5)                 | Júlio César                         | Spanien              |
| 2017 | Julian Draxler                 | Timo Werner (3)                     | Claudio Bravo                       | Deutschland          |

## Varia
| Jahr                  | Orte | Stadien | Teams | Spiele | Tore | ø    | Zuschauer | Zuschauer ø | Gelbe Karten | ø    | Gelb-Rote Karten | ø    | Rote Karten | ø    |
| --------------------- | ---- | ------- | ----- | ------ | ---- | ---- | --------- | ----------- | ------------ | ---- | ---------------- | ---- | ----------- | ---- |
| 1992                  | 1    | 1       | 4     | 4      | 18   | 4,50 | 169.500   | 42.375      | 11           | 2,75 | 0                | 0,00 | 2           | 0,50 |
| 1995                  | 1    | 1       | 6     | 8      | 19   | 2,38 | 110.000   | 13.750      | 33           | 4,13 | 0                | 0,00 | 1           | 0,13 |
| 1997                  | 1    | 1       | 8     | 16     | 52   | 3,25 | 293.500   | 18.344      | 58           | 3,63 | 2                | 0,13 | 2           | 0,13 |
| 1999                  | 2    | 2       | 8     | 16     | 55   | 3,44 | 970.000   | 60.625      | 60           | 3,75 | 4                | 0,25 | 1           | 0,06 |
| 2001                  | 6    | 6       | 8     | 16     | 31   | 1,94 | 556.766   | 34.798      | 45           | 2,81 | 3                | 0,19 | 1           | 0,06 |
| 2003                  | 3    | 3       | 8     | 16     | 37   | 2,31 | 491.700   | 30.731      | 70           | 4,38 | 3                | 0,19 | 1           | 0,06 |
| 2005                  | 5    | 5       | 8     | 16     | 56   | 3,50 | 603.106   | 37.694      | 71           | 4,44 | 1                | 0,06 | 2           | 0,13 |
| 2009                  | 4    | 4       | 8     | 16     | 44   | 2,75 | 584.894   | 36.556      | 50           | 3,13 | 0                | 0,00 | 4           | 0,25 |
| 2013                  | 6    | 6       | 8     | 16     | 68   | 4,25 | 804.659   | 50.291      | 46           | 2,88 | 3                | 0,19 | 1           | 0,06 |
| 2017                  | 4    | 4       | 8     | 16     | 43   | 2,69 | 638.036   | 39.877      | 59           | 3,69 | 3                | 0,19 | 1           | 0,06 |
| Jeweilige Rekordmarke |      |         |       |        |      |      |           |             |              |      |                  |      |             |      |